# Andrea San Martín
Andrea San Martín Pilares (Arequipa, 5 de octubre de 1989) es una modelo, presentadora y personalidad de televisión peruana. Alcanzó reconocimiento por haber conducido magacines y programas de espectáculos en su país, además de sus breves apariciones en realitys show, telenovelas y teleseries.

## Biografía
Nació el 5 de octubre de 1989 en Arequipa, bajo el nombre de Andrea San Martín Pilares. Tras mudarse a la capital Lima, estudió la carrera de ciencias de la comunicación en la Universidad de San Martín de Porres, siendo egresada sin ejercer la profesión.
San Martín comenzó su carrera televisiva como invitada del magacín Lima limón, en medio de su fama por su entonces relación sentimental con el cantante de cumbia y actor Deyvis Orosco en el año 2011.
En el año 2012 participó en la ficción, dentro del reparto antagónico reformado de la teleserie Solamente milagros de América Televisión, utilizando su nombre real para un capítulo del dicho trama.[cita requerida] Al año siguiente, se une al reality show de competencia física Bienvenida la tarde, desempeñándose en el rol de competidora.
En el año 2014, firma un contrato con el canal ATV y se suma al reparto del otro formato del mismo género Combate por un breve tiempo, volviendo en la última temporada de 2018. A mediados de ese año, inicia su etapa de proyectos televisivos con el canal América, formando parte del elenco central del espacio televisivo Esto es guerra, manteniéndose en el mismo rol de Bienvenida la tarde y Combate.
San Martín se incursiona como presentadora de televisión a partir de 2016, asumiendo la conducción del magacín de prensa rosa Hola a todos de la televisora ATV junto a Gian Piero Díaz, Kurt Villavicencio, Rossana Fernández-Maldonado, Susan Cristán y Marco Zunino. En ese año, fue participante invitada del programa concurso El valor de la verdad.
Al año siguiente, San Martín fue conductora del programa televisivo Fama TV de la cadena NexTV, sin lograr conseguir el éxito, debido a la baja audiencia del formato. En ese año, vuelve al canal América, sumándose al reality de baile El gran show, en el rol de participante.
En el año 2019, se acredita en el reparto principal del remake Señores papis, bajo la producción de Michelle Alexander, interpretando el papel antagónico de Karina Valderrama, la expareja del protagonista Ignacio Moreno y madre del hijo del mencionado.
En ese mismo año, se dió conocer que fue vinculada en un supuesto encuentro íntimo con los hermanos Fabio y Bruno Agostini, y la actriz y modelo Melissa Paredes, según las confesiones de Fabio y Bruno en el programa El valor de la verdad.
Años más tarde, ingresa como presentadora interina del late show La banda del Chino por América, compartiendo el rol junto a Aldo Miyashiro en el año 2021. Sin embargo en julio de ese año, renuncia al espacio por motivos de sus problemas personales, producto de la denuncia en su contra por parte de su expareja Juan Víctor Sánchez por maltrato infantil a su hija menor de edad.
En ese año, San Martín se suma a la coconducción del magacín televisivo Mujeres al mando de Latina Televisión, permaneciendo hasta 2022.[cita requerida] Durante su estadía en el dicho espacio, tuvo como invitada especial a Dalia Durán, expareja del cantante John Kelvin, a quien la solidarizó por la denuncia hacia el mencionado.
Tras su alejamiento de la televisión peruana, San Martín comenzó a participar como invitada ocasional de otros espacios televisivos como América hoy y Mi mamá cocina mejor que la tuya.[cita requerida]  Sin embargo, afirmó que dejó de invitarla a América Televisión, coincidiendo con la controversia por la adaptación del papel de Adriana Rodríguez en la telenovela Tu nombre y el mío, interpretado por la actriz juvenil Sirena Ortiz, y otros problemas legales con la productora Michelle Alexander y Deyvis Orosco.
En el año 2024, San Martín fue parte del unipersonal Cachudas pero conchudas en reemplazo de la modelo Samantha Batallanos, y conforma el elenco con la bailarina Leysi Suárez y la locutora de radio Roxana Molina, presentándose en La Estación de Barranco. Al mismo tiempo, asumió la conducción de Ke ricas mañanas, en sustitución de Suárez, para Radio Karibeña.
En 2025 presenta el pódcast Doble sentido del canal TVmos+ junto a Roxana Molina y la cantante Pamela Franco.

## Créditos

### Televisión
| Año       | Título                           | Rol                      | Emisión            | Notas                                      |
| --------- | -------------------------------- | ------------------------ | ------------------ | ------------------------------------------ |
| 2011      | Lima limón                       | Invitada especial        | América Televisión | Magacín                                    |
| 2012      | Solamente milagros               | Andrea                   | América Televisión | Antagonista reformada. Serie de televisión |
| 2013-2014 | Bienvenida la tarde              | Competidora              | Frecuencia Latina  | Programa de telerrealidad                  |
| 2014      | Combate                          | Competidora              | ATV                | Programa de telerrealidad                  |
| 2018      | Combate                          | Competidora              | ATV                | Programa de telerrealidad                  |
| 2014-2015 | Esto es guerra                   | Competidora              | América Televisión | Programa de telerrealidad                  |
| 2016      | Hola a todos                     | Presentadora             | ATV                | Magacín matutino                           |
| 2016      | El gran show                     | Participante             | América Televisión | Reality show de baile                      |
| 2016      | El valor de la verdad            | Participante invitada    | Latina Televisión  | Programa concurso                          |
| 2017      | Fama TV                          | Presentadora             | NexTV              | Programa de prensa rosa                    |
| 2019      | Señores papis                    | Karina Valderrama Castro | América Televisión | Antagonista reformada. Telenovela          |
| 2021      | Mi mamá cocina mejor que la tuya | Participante invitada    | América Televisión | Programa culinario                         |
| 2021      | La banda del Chino               | Presentadora             | América Televisión | Late show                                  |
| 2021-2022 | Mujeres al mando                 | Copresentadora           | Latina Televisión  | Magacín                                    |
| 2022-2023 | América hoy                      | Invitada ocasional       | América Televisión | Magacín                                    |

### Unipersonal
- Cachudas pero conchudas (2024), protagonista.

### Radio
- Ke ricas mañanas (2024), presentadora y locutora interina – La Karibeña.